# Mykenischer Friedhof von Kokla
Der Mykenische Friedhof von Kokla (griechisch Μυκηναϊκό Νεκροταφείο της Κόκλας) liegt 1,4 km östlich des Ortes Kokla und etwa 3 km südwestlich der Stadt Argos in Griechenland. Im Norden grenzt Koucheika, ein Ortsteil von Kokla an die Nekropole. Die Gräber wurden vom 16. bis zum 13. Jahrhundert v. Chr. verwendet. Bisher wurden ein Tholosgrab (Grab I), neun Kammergräber (Gräber II–X), zwei Schachtgräber in einem langen Graben und fünf einfache Schachtgräber (Gräber 1–5) entdeckt.

## Erforschung
1981 wurde das Tholosgrab unter Leitung der Archäologin Katie Demakopoulou und Dina Kaza freigelegt. Im Sommer des folgenden Jahres wurden die weiteren Gräber unter Leitung von Katie Demakopoulou, Dina Kaza und Katerina Barakari entdeckt. Im März 1983 untersuchten die Archäozoologen Joachim Boessneck und Angela von den Driesch die in Grab II aufgefundenen Tierknochen im Archäologischen Museum von Argos. Die dazugehörige Siedlung wurde bisher nicht entdeckt. Sie lag vermutlich auf dem Hügel 300–400 m nördlich des Friedhofs. Hier fand man am Fuße des Hügels eine kyklopische Stützmauer.

## Das Tholosgrab
Das Tholosgrab ist eigentlich eine Mischung aus Kammer- und Tholosgrab. Anders als bei Tholosgräbern üblich, bei denen der Dromos und der Eingang gemauert sind, sind diese beim Tholosgrab von Kokla wie bei mykenischen Kammergräbern in den anstehenden Felsen gehauen. Nur die Fassade des Grabs und ein kleiner Teil des Dromos direkt vor der Fassade haben eine Steinverkleidung. Die Grabkammer ist jedoch wie für ein Tholosgrab üblich als runde Kuppel in Kraggewölbe errichtet.
Der Zugang zum Grab erfolgt von Osten über den 23 m langen und 2–2,20 m breiten Dromos. Er verengt sich wie bei Kammergräbern üblich nach oben etwas. Am östlichen Ende des Dromos wurde eine niedrige Quermauer errichtet. Auf dem Boden des Dromos fand man Scherben von Vorratsamphoren im Palaststil und direkt vor dem Eingang Kylikes aus dem Späthelladikum (SH III A1; 1400–1350 v. Chr.). Mit diesen wurden wahrscheinlich beim letzten Begräbnis Trankopfer dargebracht. Außerdem fand man in der Nähe des Eingangs Schaf- oder Ziegenknochen. In einer Nische in der Südwand des Dromos 2 m vom Eingang entfernt fand man zwei Skelette ohne Grabbeigaben und ein weiteres Skelett in einer Nische am Anfang des Dromos.
Die Fassade des Grabs war 6 m hoch. Durch sie führte ein 2,65 m hoher, 1,25 m hoher und 2,60 m tiefer Eingang ins Innere. Er war innen und außen mit einer Tonschicht verputzt und mit einer Trockenmauer verschlossen. Als Türsturz diente ein grobbehauener Steinblock, der auf zwei Säulen ruhte. Darüber gab es nicht das übliche Entlastungsdreieck, sondern der anstehende Fels diente als Fassade darüber. Dieser war mit Lehm und Kalk verputzt. Hierauf war eines der ältesten mykenischen Fresken von 1,30 × 0,80 m gemalt und zeigte rote und blaue Scheiben auf cremefarbenem Grund. Die Scheiben sollen vermutlich die Enden von runden Trägerbalken darstellen.
In einer 7 m tiefen, oben offenen Grube wurde direkt auf den eingeebneten Fels eine Kuppel mit einem Durchmesser von 5,40 m in falschem Gewölbe mit großen und kleinen grob behauenen Steinen und einer Mauerstärke von etwa 0,85 m errichtet und mit Ton verputzt. Sie hatte eine ursprüngliche Höhe von 5–5,50 m, ist aber heute nur noch bis etwa 1,90–2 m hoch erhalten. Im Boden fand man Löcher, die vermutlich zur Aufnahme von Balken des Gerüsts, das zur Errichtung der Kuppel benötigt wurde, dienten. Im Süden des Grabs fand man einen 2,25 m langen, 0,45 m hohen und 1 m tiefen Tisch. Auf diesem Tisch fand man vier silberne Kilikes und daneben auf dem Boden drei silberne Becher, einen goldenen halbkugelförmigen Becher und eine mit Schraubendekor verzierte Goldfolie, die vermutlich vom Rand eines Holz-, Metall- oder Steingefäßes stammte. In dem Goldbecher und um ihn herum verteilt fand man Glasperlen. Außerdem fand man im Grab ein Achatsiegel mit der Darstellung eines liegenden Stiers und ein Siegel aus graugrünem Stein mit der Darstellung eines laufenden Stiers. Des Weiteren kamen zwölf Bronzegabeln, 14 bronzene Pfeilspitzen, ein Bronzering, ein kleines konisches Webgewicht aus hellgrünem Steatit, einige Steingefäße und eine große Amphore mit drei Griffen und Spiraldekor (SH III A1) zum Vorschein. Man fand jedoch keine Knochen in dem Grab. Entweder wurden sie durch ein Feuer, das in der Mitte des Grabes festgestellt wurde, zerstört oder später fortgeschafft. Anhand der Steine, mit denen das Grab verschlossen wurde, konnte festgestellt werden, dass das Grab nach der ersten Beisetzung nochmals zwei- bis dreimal wieder geöffnet wurde, um weitere Toten zu bestatten. Die erste Beisetzung fand in der Übergangszeit von SH II B nach SH III A1, also am Ende des 15. Jahrhunderts, statt. Die letzte Bestattung erfolgte vor Ende SH III A1, also vor 1350 v. Chr.

## Kammer- und Schachtgräber
Die frühesten Kammergräber sind die Gräber IV, V, VI, VII und VIIA. Sie zeichnen sich durch einen breiten, kurzen Dromos aus und datieren in SH II A–B (etwa 1500–1400 v. Chr.). Die anderen Kammergräber III, VIII, IX und X datieren in SH III A–B (etwa 1400–1200 v. Chr.). Sie haben einen langen, schmalen Dromos. Die Schachtgräber stammen aus derselben Zeit. So fand man in einem Grab eine große Amphore aus SH III A1.
Die Grabkammern der Kammergräber sind viereckig oder ellipsoid mit Nischen. Die Toten wurden auf dem Boden der Gräber abgelegt. Bei erneuter Beisetzung wurden die Knochen der zerfallenen Leichname in Gruben, die in den Kammern angelegt wurden, verbracht. In Grab II fand man neben Menschenknochen auch die Knochen von vier Pferden und eines Hundes. Ein Skelett eines Hengstes war ungestört und fast komplett erhalten. Es hatte nur 5 Lendenwirbel und die Widerristhöhe der Pferde lag bei 1,31–1,33 m. Die Knochen der anderen Pferde und des Hundes lagen verstreut im Grab und man fand auch nicht alle Knochen, so dass nicht klar ist, ob die Tier hier komplett oder nur in Teilen im Grab abgelegt wurden. Anhand der Keramik aus SH III A2–B1 wird das Grab zwischen 1350 und 1250 v. Chr. datiert.
Insgesamt fand man 230 Gefäße aus dem 16. bis zum 13. Jahrhundert v. Chr. Man fand nur wenige aus SH I und die meisten stammten aus SH II A bis SH III A1. Auch aus der Zeit SH III A2–B1 stammen noch recht viele Keramiken. Sie waren alle von hoher Qualität, und die häufigsten Formen waren Vaphio-Becher, halbkugelförmige Tassen, Kylikes, Ephyra-Schalen, Askoi, Alabastra und Wasserkrüge. Bei drei Gefäßen handelte es sich um Importe von Kreta: eine glockenförmige Tasse mit Kleeblattdekor, ein Amphoriskos und eine tiefe, halbkugelförmige Tasse mit Schilfdekor. Weitere Beigaben waren bronzene Waffen und Werkzeuge sowie Schmuckstücke wie zum Beispiel ein bronzenes Kurzschwert, ein großes Messer, Perlen aus Amethyst, Bergkristall, Karneol, Fayence und Glaspaste in verschiedenen Formen, goldene Perlen in Form eines achtförmigen Schilds, Siegel aus Karneol mit Amphorenabbildung, Tonfiguren vom Tau-, Proto-phi-, Phi- und Psi-Typ und eine Rinderfigur aus dem 15. Jahrhundert v. Chr. (SH II B).